# Giuseppe Bertello
Giuseppe Bertello (ur. 1 października 1942 w Foglizzo) – włoski duchowny rzymskokatolicki, doktor prawa kanonicznego, dyplomata watykański, arcybiskup, nuncjusz apostolski w Ghanie oraz pronuncjusz apostolski w Beninie z akredytacją w Togo w latach 1987–1991, nuncjusz apostolski w Rwandzie w latach 1991–1995, stały obserwator Stolicy Apostolskiej przy ONZ w Genewie w latach 1995–2000, nuncjusz apostolski w Meksyku w latach 2000–2007, nuncjusz apostolski we Włoszech i San Marino w latach 2007–2011, prezydent Gubernatoratu Państwa Watykańskiego i tym samym przewodniczący Papieskiej Komisji ds. Państwa Watykańskiego w latach 2011–2021, kardynał od 2012 (najpierw w stopniu diakona, w 2022 promowany do stopnia prezbitera), członek Rady Kardynałów w latach 2013–2023.

## Życiorys
29 czerwca 1966 otrzymał święcenia kapłańskie z rąk biskupa Albino Mensy, i został inkardynowany do diecezji Ivrea. Uzyskał licencjat z teologii pastoralnej oraz doktorat z prawa kanonicznego. Następnie w 1967 rozpoczął przygotowanie do służby dyplomatycznej na Papieskiej Akademii Kościelnej, gdzie studiował dyplomację.
17 października 1987 został mianowany przez Jana Pawła II pro-nuncjuszem apostolskim w Beninie, Ghanie i Togo oraz arcybiskupem tytularnym Urbs Salvia. 
Sakry biskupiej 9 listopada 1985 udzielił mu kardynał Agostino Casaroli. 
Następnie w 1991 został przedstawicielem Watykanu w Rwandzie. Będąc na tej placówce był świadkiem ludobójstwa w Rwandzie.
W marcu 1995 został Stałym Obserwatorem Stolicy Apostolskiej przy ONZ w Genewie. 
27 grudnia 2000 został przeniesiony do nuncjatury w Meksyku.
Od stycznia 2007 do 1 października 2011 pełnił funkcję nuncjusza we Włoszech i San Marino. 
3 września 2011 został ogłoszony następcą kard. Giovanniego Lajolo na stanowisku Gubernatora Państwa Watykańskiego. Urząd objął 1 października 2011. 6 stycznia 2012 ogłoszona została jego kreacja kardynalska, której papież Benedykt XVI dokonał oficjalnie na konsystorzu w dniu 18 lutego 2012. 
Brał udział w konklawe 2013, które wybrało papieża Franciszka.
Decyzją papieża Franciszka od 13 kwietnia 2013 jest członkiem grupy dziewięciu kardynałów doradców (Rada Kardynałów), którzy służą radą Ojcu Świętemu w zarządzaniu Kościołem i w sprawach reformy Kurii Rzymskiej.
4 marca 2022 papież Franciszek promował go do rangi kardynała prezbitera z zachowaniem dotychczasowej diakonii na zasadzie pro hac vice.
1 października 2022 po ukończeniu 80 lat utracił prawo do udziału w konklawe.